# خليل شويعر
خليل شويعر، لاعب كرة قدم بحريني سابق، ومدرب كرة قدم حالي.
و قد لعب مع منتخب البحرين لكرة القدم.
و قد درب نادي البحرين في موسم 2006/2007.

## كأس الخليج

### كأس الخليج 1976
و قد سجل هدف في مرمى منتخب الكويت لكرة القدم.

### كأس الخليج 1979
و قد سجل هدف في مرمى منتخب الإمارات لكرة القدم، وقد سجل هدف في مرمى منتخب عمان لكرة القدم، وقد سجل هدف في مرمى منتخب قطر لكرة القدم.

### كأس الخليج 1982
و قد سجل هدف في مرمى منتخب الإمارات لكرة القدم.

### كأس الخليج 1984
و قد سجل هدف في مرمى منتخب عمان لكرة القدم، وقد سجل هدف في مرمى منتخب الإمارات لكرة القدم.